# Lautaro Godoy
Lautaro Agustín Godoy (Monte Grande, 15 marzo 2003) è un calciatore argentino, centrocampista dell'Atl. Tucumán.

## Caratteristiche tecniche
È un centrocampista offensivo.

## Carriera
È cresciuto nel settore giovanile del River Plate, con cui ha firmato il primo contratto professionistico il 10 agosto 2022, per poi passare in prestito all'Athl. Paranaense per una stagione e mezza. Con i brasiliani ha giocato solamente con la formazione Under-20, senza riuscire ad esordire in prima squadra.
Rientrato in Argentina ha giocato per sei mesi con la squadra riserve dei Millonarios per poi rescindere il contratto il 17 luglio e firmare il giorno successivo un contratto con l'Atl. Tucumán. Il 24 novembre seguente ha debuttato in prima squadra nell'incontro di Primera División perso 1-0 contro il Gimnasia (LP) ed il 15 gennaio 2025 ha firmato il suo primo contratto professionistico.

## Statistiche

### Presenze e reti nei club
Statistiche aggiornate al 18 marzo 2025.
| Stagione        | Squadra         | Campionato      | Campionato | Campionato | Coppe nazionali | Coppe nazionali | Coppe nazionali | Coppe continentali | Coppe continentali | Coppe continentali | Altre coppe | Altre coppe | Altre coppe | Totale | Totale | Totale |
| Stagione        | Squadra         | Comp            | Pres       | Reti       | Comp            | Pres            | Reti            | Comp               | Pres               | Reti               | Comp        | Pres        | Reti        | Pres   | Reti   |        |
| --------------- | --------------- | --------------- | ---------- | ---------- | --------------- | --------------- | --------------- | ------------------ | ------------------ | ------------------ | ----------- | ----------- | ----------- | ------ | ------ | ------ |
| 2024            | Atl. Tucumán    | PD              | 1          | 0          | CA+Cdl          | 0               | 0               | -                  | -                  | -                  | -           | -           | -           | 1      | 0      |        |
| 2025            | Atl. Tucumán    | PD              | 4          | 0          | CA              | 0               | 0               | -                  | -                  | -                  | -           | -           | -           | 4      | 0      |        |
| Totale carriera | Totale carriera | Totale carriera | 5          | 0          |                 | 0               | 0               |                    | 0                  | 0                  |             | 0           | 0           | 5      | 0      |        |